# Eochanna chorlakkiensis
Eochanna chorlakkiensis — викопний вид окунеподібних риб родини змієголових (Channidae). Риба жила в лютеції середнього еоцену (41-48 млн років тому). Скам'янілості знайдені у відкладеннях формування Кулдана поблизу міста Чорлаккі у Пакистані.